# Миоков, Николай Дмитриевич
Николай Дмитриевич Миоков (3 августа 1916 — 25 ноября 1987) — командир эскадрильи 91-го истребительного Дембицкого ордена Богдана Хмельницкого авиационного полка (256-я истребительная Киевская Краснознамённая орденов Суворова и Богдана Хмельницкого авиационная дивизия, 2-я воздушная армия, 1-й Украинский фронт), майор.

## Биография
Родился 3 августа 1916 года в селе Нижнее (ныне Луганская область Украины). Работал электрослесарем на шахтах 5 и 13.
Призван в армию 1 августа 1935 года. В 1938 году окончил Иркутское военное авиационное техническое училище и был направлен в Забайкальский военный округ. Участвовал в боях с японскими войсками на реке Халхин-Гол в 1939 году, обслуживал и ремонтировал бомбардировщики СБ в должности мл. авиатехника 150 сбап. За боевые действия в составе полка награжден медалью - За Отвагу 
В Великой Отечественной войне принимал участие с июля 1941 года. Начало Великой Отечественной войны встретил в должности мл. авиатехника 150 сбап. В сентябре 1941 г. поступил в Борисоглебскую военно-авиационную школу пилотов, которую окончил в 1943 г. С сентября 1943 г. воевал в составе 91 иап 2 ВА .Сражался на Западном, Воронежском, 1-м Украинском фронтах. Участвовал в наступлении Воронежского фронта на киевском направлении, битве за Днепр в Киевской наступательной операции, в освобождении Западной Украины и восточных районов Польши.Командир эскадрильи 91 иап майор Миоков к маю 1945 г.Закончил войну в небе Праги
Провёл 54 воздушных боя, преимущественно с превосходящими по количеству силами противника. В воздушных боях сбил лично 22 самолёта противника, из них: 5 самолётов Ме-109 9 самолётов ФВ-190 6 самолётов Ю-87 2 самолёта ФВ-189.
27 июня 1945 года за мужество и героизм, проявленные в воздушных боях, и за сбитые 22 самолёта противника майору Миокову Николаю Дмитриевичу присвоено звание Героя Советского Союза с вручением ордена Ленина и медали «Золотая Звезда».
С 1958 года полковник Н. Д. Миоков в запасе. Жил в городах Пушкин и Гатчина (Ленинградская область) и работал на железной дороге. Освоил профессию механика рефрижераторной секции. Удостоен знака «Почётный железнодорожник».
Скончался 25 ноября 1987 года. Похоронен на Казанском кладбище.